# Хертфорд (округ)
Округ Хертфорд (англ. Hertford County) располагается в штате Северная Каролина, США. Официально образован в 1759 году. По состоянию на 2010 год, численность населения составляла 24 669 человек.

## География
По данным Бюро переписи США, общая площадь округа равняется 932,401 км2, из которых 914,271 км2 суша и 18,130 км2 или 1,990 % это водоёмы.

## Население
По данным переписи населения 2010 года в округе проживает 24 669 жителей в составе 8 953 домашних хозяйств и 6 240 семей. Плотность населения составляет 25,00 человек на км2. На территории округа насчитывается 9 724 жилых строений, при плотности застройки около 11,00-ти строений на км2. Расовый состав населения: белые — 35,60 %, афроамериканцы — 60,50 %, коренные американцы (индейцы) — 1,10 %, азиаты — 0,50 %, гавайцы — 0,00 %, представители других рас — 0,80 %, представители двух или более рас — 1,00 %. Испаноязычные составляли 1,40 % населения независимо от расы.
В составе 30,00 % из общего числа домашних хозяйств проживают дети в возрасте до 18 лет, 45,80 % домашних хозяйств представляют собой супружеские пары проживающие вместе, 19,50 % домашних хозяйств представляют собой одиноких женщин без супруга, 30,30 % домашних хозяйств не имеют отношения к семьям, 26,90 % домашних хозяйств состоят из одного человека, 12,10 % домашних хозяйств состоят из престарелых (65 лет и старше), проживающих в одиночестве. Средний размер домашнего хозяйства составляет 2,48 человека, и средний размер семьи 2,99 человека.
Возрастной состав округа: 25,30 % моложе 18 лет, 7,80 % от 18 до 24, 26,30 % от 25 до 44, 24,80 % от 45 до 64 и 24,80 % от 65 и старше. Средний возраст жителя округа 39 лет. На каждые 100 женщин приходится 85,00 мужчин. На каждые 100 женщин старше 18 лет приходится 79,50 мужчин.
Средний доход на домохозяйство в округе составлял 26 422 USD, на семью — 32 002 USD. Среднестатистический заработок мужчины был 26 730 USD против 20 144 USD для женщины. Доход на душу населения составлял 15 641 USD. Около 15,90 % семей и 18,30 % общего населения находились ниже черты бедности, в том числе — 21,30 % молодежи (тех, кому ещё не исполнилось 18 лет) и 21,00 % тех, кому было уже больше 65 лет.